# Harold Murray
Harold James Ruthven Murray (24. června 1868 – 16. května 1955) byl anglický pedagog, školní inspektor a významný šachový historik. Jeho kniha A History of Chess je považována za nejuznávanější a nejkomplexnější monografii historie šachové hry.

## Vzdělávání
Murray byl nejstarším dítětem sira Jamese Murraye, prvního editora Oxfordského slovníku angličtiny. Narodil se poblíž Peckham Rye v londýnské části Peckham. Navštěvoval školu v londýnském předměstí Mill Hill.
Získal místo na Balliolově koleji Oxfordu, kde v roce 1890 promoval. Poté zastával různé pedagogické funkce. V roce 1901 byl jmenován školním inspektorem a v roce 1928 se stal členem školské rady.

## Historie šachu
V roce 1897 ho povzbudil baron von der Lasa (který právě dokončil svou knihu o historii šachu v Evropě), aby prozkoumal další šachovou minulost. Murray získal přístup k největší šachové knihovně na světě, knihovně Johna G. Whitea z Clevelandu v Ohiu a použil také sbírku J.W. Rimington Wilsona v Anglii. Čtením těchto knih se naučil kromě své rodné angličtiny a němčiny také jazyk arabský. Výzkum mu trval 13 let. V roce 1913 publikoval svou nejvýznamnější vědeckou práci, knihu A History of Chess, v níž jako první zmínil teorii o tom, že šachy mají původ v Indii, což je v dnešní době nejrozšířenější teorie.
Byl otcem K.M Elisabeth Murrayové a archeologa Kennetha Murraye.

## Dílo

### A History of Chess
Jedná se o knihu o historii šachu. Poprvé byla vydána v roce 1913. Je rozdělena na 2 části.
- A History of Chess (Londýn: Oxford University Press, 1913)
  - A History of Chess (Northampton, MA: Benjamin Press, 1985) ISBN 0-936317-01-9
  - A History of Chess (New York: Skyhorse Publishing, 2012) ISBN 978-1-62087-062-4
- A History of Board Games other than Chess. (1952)
- A Short History of Chess (1963, posmrtně)

### Nepublikované práce
- The Dilaram Arrangement
- The Dilaram position in European Chess
- A History of Draughts
- A History of Heyshott
- The Early History of the Knight's Tour
- The Knight's Problem
- The Classification of Knight's Tours

Většina jeho nepublikovaných děl se nyní nachází v knihovně Oxfordské univerzity .